# Ralsko
Ralsko település Csehországban, Česká Lípa-i járásban. Ralsko Rokytá, Strážiště, Mukařov, Dolní Krupá, Doksy, Bělá pod Bezdězem, Zákupy, Osečná, Hlavice, Provodín, Stráž pod Ralskem, Cetenov, Mimoň, Noviny pod Ralskem, Bezděz, Bohatice és Hamr na Jezeře településekkel határos. Lakosainak száma 2239 fő (2024. január 1.).

## Népesség
A település lakosságának változását az alábbi diagram mutatja:
| Lakosok száma | 7897 | 6883 | 6073 | 3262 | 571  | 1386 | 2131 | 2117 | 2114 | 2239 |
|               | 1869 | 1890 | 1921 | 1950 | 1980 | 2001 | 2017 | 2019 | 2022 | 2024 |